# Gang du Petit Bar
Le gang du Petit Bar est un groupe du crime organisé corse. Il doit son nom au « Petit Bar », établissement d'Ajaccio (sur le cours Napoléon), propriété d'Ange-Marie Michelosi, lieutenant de Jean-Jérôme Colonna, de la bande duquel il serait l'émanation .
Pratiquant l'extorsion de fonds aux dépens des commerçants, actif dans la région du Grand Ajaccio mais aussi sur le continent et à l'étranger, il est présenté en 2022 comme le plus puissant groupe criminel de Corse, le seul ayant réussi à créer un réseau d'influence politique et économique digne d'une véritable mafia.

## Activités du gang
- Extorsion de fonds
- Trafic de stupéfiants
- Suspicions de tentatives d'assassinat
- Blanchiment d'argent : Une enquête pour blanchiment et 48 millions d’euros d’investissements suspects est en cours[5]

## Histoire
La bande du Petit bar apparaît au début des années 2000, à Ajaccio. Plus précisément, ses membres fondateurs se réunissent dans un bar, la « brasserie du Petit bar - salon de thé », aujourd'hui disparu. Au départ, les activités criminelles recouvrent surtout du racket ou de l'extorsion de fonds, avec des conflits avec certaines bandes rivales, en particulier celle de Guy Orsoni, fils d'Alain Orsoni, dès 2004-2005.

### Chronologie
- mai 2007 : Quatre membres présumés sont arrêtés ; âgés d'une trentaine d'années, enfants de commerçants ou de fonctionnaires, ils n'ont pas de liens connus avec les indépendantistes corses[6].
- 8 juillet 2008 : Ange-Marie Michelosi est assassiné à Grosseto-Prugna (Porticcio).
- 21 avril 2011 : Marie-Jeanne Bozzi (ex-maire de Grosseto-Prugna), sœur d'Ange-Marie Michelosi, est assassinée[7].
- 3 octobre 2013 : Jacques Santoni, présenté comme le chef de la bande, est arrêté. Soupçonné d'avoir commandité l'assassinat d'Antoine Nivaggioni en 2010 et d'Antoine Sollacaro en 2012, ainsi qu'une tentative de meurtre contre Charles Cervoni, il est en jugement en 2018[3]. Jacques Santoni est de nouveau évoqué en 2019 comme complice possible lors du procès de deux hommes accusés du meurtre d'Antoine Nivaggioni ; ils sont condamnés respectivement à 25 et 10 ans de prison sans que la responsabilité de Jacques Santoni ait été établie[8].
- 13 septembre 2018 : Tentative d'assassinat de Guy Orsoni, fils d'Alain Orsoni et neveu de Guy Orsoni, à Ajaccio[9].
- 23 octobre 2020 : Jacques Pastini, Philippe Porri et Jean-Laurent Salasca sont condamnés à deux ans de prison pour « complicité de dégradation ou détérioration du bien d’autrui par un moyen dangereux pour les personnes » pour l'incendie du restaurant Le Globo le 22 septembre 2017 à Ajaccio[10].
- 28 septembre 2020 : Une opération de police est organisée contre l’équipe du Petit Bar dans le cadre de l'enquête sur la tentative d’assassinat de Guy Orsoni. Trois membres informés parviennent à prendre la fuite : Pascal Porri, Mickaël Ettori et André Bacchiolelli. Joseph Menconi, suspecté d’avoir fourni une aide logistique lors d'une tentative d’assassinat de Guy Orsoni, a été autorisé à passer un appel téléphonique depuis le portable d’un enquêteur. Jacques Santoni a été mis en examen le 30 septembre 2020 pour « complicité d’homicide en bande organisée » et « association de malfaiteurs »[11],[9].
- 10 janvier 2021 : Une vingtaine de personnes sont interpellées dans le cadre d'une enquête du JIRS de Marseille sur un  blanchiment de 48 millions d’euros. Jacques Santoni est mis en examen et incarcéré[12].
- 16 janvier 2021 : Un policier est mis en garde à vue. Il est soupçonné d'être la "taupe" qui a informé les membres du gang de l'opération de police du 28 septembre 2020 [13]. Le fonctionnaire de police est finalement relâché, « sans qu'aucune charge n’ait été retenue à son encontre » [14].

### Assassinat d'Antoine Sollacaro
Des membres de la bande sont suspectés dans l'assassinat de l'avocat Antoine Sollacaro, 63 ans, ancien bâtonnier du barreau d’Ajaccio, défenseur du nationaliste Yvan Colonna et d’Alain Orsoni. En avril 2013, André Bacchiolelli et Mickaël Ettori sont mis en examen pour cet assassinat et Pascal Porri pour « association de malfaiteurs et recel de vols de moto ». Ces poursuites sont annulées en 2014 par la chambre de l’instruction d’Aix-en-Provence, après la rétractation d’un témoin, le garagiste qui avait identifié les trois hommes et la moto ayant servi au meurtre.
En 2015, Patrick Giovannoni, ancien proche de la bande, a déclaré au juge que Jacques Santoni lui avait affirmé qu’ils étaient bien les auteurs du crime. Jacques Santoni et André Bacchiolelli sont à nouveau mis en examen. L’affaire est encore à l’instruction et les mis en examen bénéficient de la présomption d’innocence.

### Tentative d'assassinat d'Alain Orsoni (2008)
6 hommes proches de la bande du Petit Bar, dont Stéphane Raybier, ont été condamnés en 2011 par le tribunal de Marseille à de la prison ferme pour avoir voulu assassiner l’ancien leader nationaliste Alain Orsoni (MPA) en 2008 à Ajaccio

### Tentative d'assassinat de Guy Orsoni (2018)
Cette bande est suspectée d'une tentative d’assassinat en septembre 2018 de Guy Orsoni, fils d'Alain Orsoni, ancien dirigeant du Mouvement pour l'autodétermination (MPA), et neveu de Guy Orsoni (assassiné le 17 juin 1983),.
Le 28 septembre 2020 a lieu une vague d'arrestations en Corse dans le cadre de cette affaire. Jacques Santoni est mis en examen le 30 septembre 2020 pour « association de malfaiteurs en vue de commettre un crime ». Philippe Porri est également mis en examen. Deux autres gardés à vue, François Kay et Ange-Marie Gaffory, étaient déjà en détention.
Des fuites provenant de la police permettent à Pascal Porri, Mickaël Ettori et André Bacchiolelli de s'enfuir. Les magistrats de la JIRS de Marseille ont découvert que des membres de la police judiciaire de Corse et de l'office de lutte contre le grand banditisme avaient laissé Joseph Menconi (dit « José »), membre du banditisme corse placé en garde à vue, téléphoner depuis le commissariat à sa compagne. Sa ligne téléphonique avait été placée sur écoute par la JIRS pour un autre dossier. Cet incident a conduit au dessaisissement de la police judiciaire corse au profit de la gendarmerie dans ce dossier et au départ de plusieurs cadres policiers de la police judiciaire corse.

## Membres présumés
- André Bacchiolelli (dit « Dédé »)[15]. Arrêté le 5 juillet 2021 à Ajaccio et mis en examen des chefs de tentative d’homicide volontaire en bande organisée, d’association de malfaiteurs et de recel en bande organisée et écroué[21].
- Johann Carta (surnommé "l'intendant du Petit Bar"). Gestionnaire de la paillote "La Plage d’Argent". Il jouerait un rôle-pivot dans les affaires immobilières et commerciales de la bande. Il a été en 2022 le président du club professionnel de football "Gazélec d’Ajaccio" (GFCA)[5].
- Mickael Ettori (dit « Micka »). En fuite en 2020[18].
- Ange-Marie Gaffory[9]. Il serait proche de l'investisseur Stéphane Francisci, de la famille de Marcel et Roland Francisci[12],[22]
- Ange-Marie Michelosi, ancien gérant du Petit Bar, assassiné le 8 juillet 2008 à Grosseto-Prugna (Porticcio).
- Pierre-François Luccioni, ex-gérant du Petit Bar[22],[9]
- Jacques Pastini[10]
- Pascal Porri (dit « l'ampoule »). Condamné en 2011 à six ans de prison pour « participation à une association de malfaiteurs[23]. Condamné en 2019 à seize mois ferme, pour recel d'abus de biens sociaux et blanchiment de fraude fiscale avec son épouse Valérie Mouren et l'entrepreneur Antony Perrino[24]. Il est arrêté le 15 septembre 2021 à Porto Vecchio[21].
- Philippe Porri[10].
- Stéphane Raybier, ami d’enfance de Jacques Santoni et membre fondateur de la bande[12]. Il se suicide en prison en février 2021[25].
- Jean-Laurent Salasca[10].
- Jacques Santoni (Né le 4 février 1978 à Ajaccio). Il quitte l’école à 16 ans et travaille un temps avec son père dans la restauration. Marié et père de deux enfants, il est tétraplégique depuis un accident de moto survenu en 2003 et perçoit en 2013 une allocation adulte handicapé de 2 000 euros par mois[10],[2]. Il a été placé en garde à vue le 10 janvier 2021 alors qu'il était assigné à résidence à Paris[26]. Jacques Santoni a été mis en examen et placé en détention pour blanchiment aggravé, association de malfaiteurs et non-justification de ressources. Il aurait blanchi 2,3 millions d’euros par un gain au Loto de 4,6 millions d’euros de son beau-frère Jean-Laurent Susini[12].

## Liens avec les milieux politiques
- Ange-Marie Michelosi, propriétaire du Petit Bar et assassiné en 2008, est le frère de Marie-Jeanne Bozzi, ancienne maire de Grosseto-Prugna, assassinée en 2011[27].
- Selon le quotidien Le Monde, Johann Carta aurait fait pression sur des opposants au maire d'Ajaccio de 2014 à 2022 Laurent Marcangeli[5].
- Le 3 octobre 2022, la police judiciaire de Corse a perquisitionné les locaux de la mairie d'Ajaccio et de la communauté d'agglomération du pays ajaccien (CAPA). Elle enquête sur la légalité de contrats de travail établis au bénéfice de proches de membres présumés de la bande du "Petit Bar"[28].

## Liens avec le milieu d'affaires

### Antony Perrino
Antony Perrino, dirigeant du groupe immobilier Perrino. Il est président de la fédération du BTP de Corse-du-Sud De mars 2018 à mars 2019, il est l'ancien PDG du quotidien Corse Matin. M. Perrino possède avec la famille Filippeddu le restaurant « La Ferme », sur l’île de Cavallo.
Antony Perrino, Pascal Porri et sa compagne Valérie Mouren ont été poursuivis pour des faits d'abus de biens sociaux et blanchiment de fraude fiscale dans l’affaire d'un appartement de grand standing situé boulevard Albert Ier à Ajaccio, loué à un prix inférieur au marché en faveur de Pascal Porri et sa compagne. En première instance, Antony Perrino a été condamné à 15 000 euros d’amende par le tribunal correctionnel d’Ajaccio. Ils sont renvoyés en appel au 27 janvier 2021.
Micka Ettori, Antony Perrino et le promoteur immobilier A. M. se sont rencontrés le 10 décembre 2019 pour évoquer des transactions au Luxembourg et à Malte », pour respectivement « plus de 300 000 euros » et « plus de 700 000 euros ». Pour Antony Perrino, il s’agirait du remboursement d’un prêt accordé par A. M. à Jules Filippeddu, restaurateur à Bonifacio et exploitant de fortune de machines à sous au Brésil.
Antony Perrino a été de nouveau placé en garde à vue puis incarcéré à la prison de Luynes en janvier 2021 dans le cadre de ses liens présumés avec la bande du Petit Bar. Anthony Perrino aurait participé au blanchiment de 48 millions d’euros d’investissements suspects. Il aurait également transporté 750 000 euros en espèces pour alimenter des flux financiers suspects entre Dubaï, Singapour et la Chine.

### Jean-Pierre Valentini
Proche d'Antony Perrino et originaire de Corte, Jean-Pierre Valentini a été l’un des dirigeants de la société de courtage pétrolier et d’affrètement maritime Trafigura, créée en 1993 par des élèves de Marc Rich, Claude Dauphin et Eric de Turckheim, et impliquée en 2006 l'affaire du Probo Koala. Dans cette affaire, Jean-Pierre Valentini  avait été incarcéré en Côte-d'Ivoire avec deux autres dirigeants et avait retrouvé la liberté après un accord avec la présidence ivoirienne.
En 2014, Jean-Pierre Valentini est devenu directeur financier et secrétaire général d’une banque luxembourgeoise. Résidant auparavant en Suisse, Jean-Pierre Valentini est installé à Dubaï dans les Émirats arabes unis. Il est consultant en pétrole et possède une écurie de course automobile aux Émirats arabes unis.
En 2018, il s’est associé avec Antony Perrino pour projet de construction d’un hôtel de luxe sur l’île de Cavallo en Corse d’un « micro-hôtel de luxe ».
En décembre 2019, Jean-Pierre Valentini effectue des versements au profit d'un promoteur immobilier (« A. M. ») investissant à La Trétoire (Seine-et-Marne) et à Paris 8e, intermédiaire suspecté de la bande du Petit Bar.
En mars 2019, Antony Perrino a demandé à Jean-Pierre Valentini d’investir 1,4 million d’euros dans la SCI « Du toit du garage » pour la construction et la location de chalets à Courchevel, puis 1,92 million d’euros d’euros.
Le 3 février 2021, Jean-Pierre Valentini a été mis en examen pour blanchiment en bande organisée et association de malfaiteurs. Son placement en détention a été refusé par le juge des libertés et de la détention. Une caution de deux millions d’euros a été décidé. Son passeport lui a été retiré du fait du risque de fuite à l'étranger. Il a été interrogé sur des flux financiers suspects entre Dubaï et Singapour, des opérations financières en Chine, des remises d’espèces via un réseau de blanchiment d'Aubervilliers (Seine-Saint-Denis) et des achats d’objets de valeur (montres, tableaux), Il assure avoir été « berné » par l’équipe du Petit Bar

### Famille Francisci
- Micka Ettori est dit proche de l'investisseur Stéphane Francisci, de la famille de Marcel et Roland Francisci[12]

### Famille Filippeddu
Selon Antony Perrino, les transferts de fonds suspects constatés seraient relatifs au remboursement d’un prêt accordé par l'intermédiaire « A. M. » à Jules Filippeddu, restaurateur à Bonifacio et exploitant de machines à sous au Brésil. À noter qu'en 1987, M. Jules-Philippe Filippeddu, dit « Yves Julien », avait hébergé à Rio de Janeiro Yves Chalier, impliqué dans l'affaire du Carrefour du développement et exfiltré par les services du ministre de l'Intérieur Charles Pasqua.

## Volet financier

### Paradis fiscaux
48 millions d'euros ont été blanchis dans des actifs divers : investissements off-shore, immobilier, hôtellerie restauration. Ce blanchiment a été réalisé grâce à des flux financiers occultes vers des paradis fiscaux comme Hong Kong, le Luxembourg ou Malte. En septembre 2020, des perquisitions ont été réalisées en Corse, en France métropolitaine et en Suisse.

### Courchevel
En mars 2019, Mickaël Ettori, dit « Micka », un des membres de ce groupe, et Antony Perrino, entrepreneur corse, ont investi dans l’immobilier à Courchevel (Savoie). En 2019, Jean-Pierre Valentini, proche d'Antony Perrino, apporte 1,2 million d’euros dans la SCI « Du toit du garage », intervenant dans la construction et la location de chalets. JPV investit dans la SCI « Du toit du garage » avec François-Xavier Susini, domicilié en Suisse, ex-gérant de la boite de nuit les Caves de Courchevel et gérant de plusieurs restaurants.

### Luxembourg
La justice enquête sur les liens entre Mickaël Ettori et un ancien responsable d’un cercle de jeux parisien et actionnaire minoritaire du port franc du Luxembourg. Le 22 mai 2019, un virement de deux millions d’euros a été réalisé vers un compte « non identifié », puis transféré sur le compte d’une société offshore dont les coordonnées ont été transmises par Mickaël Ettori. Selon la justice, cet ex-patron de cercle de jeux a reçu un versement de deux millions d’euros sous forme de prêt, transféré secondairement sur un compte à Hongkong. Un groupe de trois personnes associant Mickaël Ettori, Antony Perrino et un intermédiaire financier ("A.M.") évoque le 10 décembre 2019 deux transferts financier au Luxembourg et à Malte pour plus de 300 000 euros et 700 000 euros.